# Thomas Dähne
Thomas Dähne (Oberaudorf, 4 januari 1994) is een Duits voetballer die speelt als doelman. In juli 2025 verruilde hij Holstein Kiel voor 1860 München.

## Clubcarrière
Dähne kwam in 2007 bij Red Bull Salzburg terecht, dat hem had opgepikt bij het Duitse 1860 Rosenheim. Bij het belofteteam was hij vanaf 2010 de reservedoelman achter Niclas Heimann. Nadat hij ook voor het tweede elftal weinig in actie kwam, werd de doelman voor anderhalf jaar verhuurd aan FC Liefering. Tussen twee verhuurbeurten maakte Dähne zijn debuut voor Red Bull op 26 mei 2013, toen er met 3–0 werd gewonnen van Austria Wien.
In 2014 verkaste hij naar RB Leipzig. In het jaar dat hij daar speelde kwam hij niet in actie en de Duitser vertrok in de zomer van 2015 naar HJK Helsinki. In januari 2018 stapte Dähne over naar Wisła Płock, waar hij voor tweeënhalf jaar tekende.
Na drie seizoenen in de Poolse competitie keerde Dähne terug in Duitsland bij Holstein Kiel, waar hij zijn handtekening zette onder een verbintenis voor drie seizoenen. In maart 2023 werd het contract van Dähne opengebroken en met drie jaar verlengd, tot medio 2026. Dähne promoveerde aan het einde van het seizoen 2023/24 met Holstein Kiel naar de Bundesliga. Hier speelde hij negen wedstrijden, voor hij een jaar later drie niveaus later ging spelen bij 1860 München.

## Clubstatistieken
| Seizoen | Club              | Competitie    | Competitie | Competitie | Beker | Beker | Internationaal | Internationaal | Totaal | Totaal |
| Seizoen | Club              | Competitie    | Wed.       | Dlp.       | Wed.  | Dlp.  | Wed.           | Dlp.           | Wed.   | Dlp.   |
| ------- | ----------------- | ------------- | ---------- | ---------- | ----- | ----- | -------------- | -------------- | ------ | ------ |
| 2012/13 | Red Bull Salzburg | Bundesliga    | 1          | 0          | 0     | 0     | 0              | 0              | 1      | 0      |
| 2012/13 | FC Liefering      | Regionalliga  | 23         | 0          | 2     | 0     | —              | —              | 25     | 0      |
| 2013/14 | FC Liefering      | Regionalliga  | 30         | 0          | 0     | 0     | —              | —              | 30     | 0      |
| 2014/15 | RB Leipzig        | 2. Bundesliga | 0          | 0          | 0     | 0     | —              | —              | 0      | 0      |
| 2015    | HJK Helsinki      | Veikkausliiga | 6          | 0          | 1     | 0     | 1              | 0              | 8      | 0      |
| 2016    | HJK Helsinki      | Veikkausliiga | 28         | 0          | 4     | 0     | 6              | 0              | 38     | 0      |
| 2017    | HJK Helsinki      | Veikkausliiga | 22         | 0          | 5     | 0     | 3              | 0              | 30     | 0      |
| 2017/18 | Wisła Płock       | Ekstraklasa   | 16         | 0          | 0     | 0     | —              | —              | 16     | 0      |
| 2018/19 | Wisła Płock       | Ekstraklasa   | 30         | 0          | 0     | 0     | —              | —              | 30     | 0      |
| 2019/20 | Wisła Płock       | Ekstraklasa   | 25         | 0          | 0     | 0     | —              | —              | 25     | 0      |
| 2020/21 | Holstein Kiel     | 2. Bundesliga | 10         | 0          | 2     | 0     | —              | —              | 12     | 0      |
| 2021/22 | Holstein Kiel     | 2. Bundesliga | 23         | 0          | 1     | 0     | —              | —              | 24     | 0      |
| 2022/23 | Holstein Kiel     | 2. Bundesliga | 15         | 0          | 0     | 0     | —              | —              | 15     | 0      |
| 2023/24 | Holstein Kiel     | 2. Bundesliga | 3          | 0          | 0     | 0     | —              | —              | 3      | 0      |
| 2024/25 | Holstein Kiel     | Bundesliga    | 9          | 0          | 0     | 0     | —              | —              | 9      | 0      |
| 2025/26 | 1860 München      | 3. Liga       | 0          | 0          | 0     | 0     | —              | —              | 0      | 0      |
| Totaal  | Totaal            | Totaal        | 240        | 0          | 15    | 0     | 10             | 0              | 266    | 0      |

Bijgewerkt op 21 juli 2025.

## Erelijst
| Veikkausliiga | 1 | 2017 |